# Lamia de Atenas

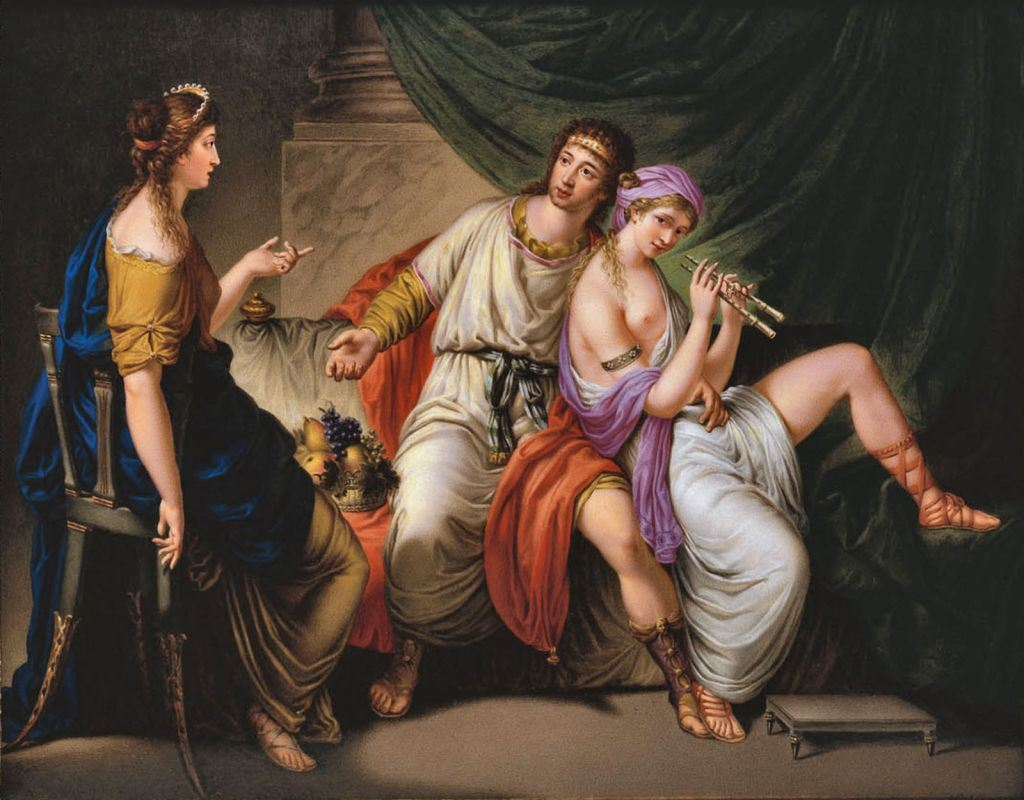

Lamia de Atenas (fl. 300 aC), fue un celebrada cortesana y amante de Demetrio Poliorcetes.

## Biografía
Lamia fue hija de un tal Cleanor. Empezó su carrera como flautista de escenario, por lo que ganó cierta fama, pero después lo dejó para siempre para ser hetaira.
No se sabe cómo llegó a estar a bordo de la flota de Tolomeo I en la batalla naval de Salamina, Chipre (306 a. C.), pero fue en esa ocasión cuando cayó en manos del joven Demetrio Poliorcetes. Aunque ya había pasado su albor, cautivó al príncipe, y su influencia perduró durante muchos años, pese a sus numerosos rivales. Se decía que esa influencia se debía a su ingenio y talento, que celebraron tanto los autores cómicos y los historiadores de la época, y Plutarco y Ateneo preservaron muchas anécdotas sobre ella. 
El exceso y la magnificencia de los banquetes que  daba para Demetrio son muy discutidos. Sin embargo, se registra que utilizó los tesoros que le prodigaron para construir un espléndido pórtico para los ciudadanos de Sición, probablemente cuando Demetrio reconstruyó gran parte de la ciudad. Los atenienses, para complacer a Demetrio, consagraron un templo en honor a Lamia, bajo el título de Afrodita, y los tebanos siguieron este ejemplo. Según Ateneo, Lamia tuvo una hija de Demetrio, la que recibió el nombre de Fila. 
Diógenes Laercio (v. 76) menciona que Demetrio de Falero también cohabitó con una mujer de nombre Lamia, a quien llama ateniense de noble cuna. Esta Lamia presumiblemente sea otra, si la historia no es un error.